# Spartan Clipper
Simmonds Spartan Clipper var ett engelskt privatflygplan.   
Flygplanet var ett tvåsitsig monoplan med fast landställ. Det konstruerades av H.E. Broadsmith och tillverkades endast i ett exemplar (G-ACEG).
Flygplanet var försett med ett fast hjullandställ med ett sporrhjul under fenan. Vid konstruktionen använde man sig av vingutformningen från Monospar ST-4 som anpassades till en nykonstruerad flygplanskropp. Flygplanet utrustades först med en 75 hk Pobjoy R motor, och flygtesterna inleddes 14 december 1932. Efter proven visade det sig att landstället behövde en modifikation, samtidigt passade man på att ändra fönsterarrangemanget för att ge piloten bättre sikt. Flygplanet fick sitt lyftvärdighetsbevis 29 juni 1933. Samma år deltog det i flygtävlingen King's Cup Race. Under 1938 bytte man ut motorn mot en 90 Hk Pobjoy Niagara III. Flygplanet totalförstördes 4 maj 1942 när Cowes på Isle of Wight utsattes för ett tyskt luftangrepp under andra världskriget.